# Afrotis
Afrotis és un gènere d'ocells de la família dels otídids (Otididae) que habita territoris oberts d'Àfrica meridional. Clements 6a edició (2009) no reconeix aquest gènere i les seves espècies les inclou en Eupodotis.

## Taxonomia
Segons la classificació del Congrés Ornitològic Internacional (versió 13.2, 2023) aquest gènere està format per dues espècies:
- sisó negre meridional (Afrotis afra).
- sisó negre septentrional (Afrotis afraoides).

Aquestes aus han estat considerades conespecífiques en el passat.